# Перуанская коата
Перуанская коата (лат. Ateles chamek) — примат семейства паукообразных обезьян.

## Описание
Представители вида достигают в длину 60 см. Хвост хватательный, длиной до 100 см. Как и у других паукообразных обезьян, большой палец рудиментарный, что позволяет активно использовать брахиацию при передвижении в кронах.
Взрослые особи весят до 9 кг. Продолжительность жизни до 20 лет.

## Распространение
Перуанские коаты обитают не только в Перу, их ареал включает также Боливию и Бразилию. Населяют в основном низинные леса, предпочитая верхние и средние ярусы леса.

## Поведение
Образуют группы от 20 до 30 особей, однако связи внутри группы достаточно слабы, поэтому группа часто распадается на подгруппы, добывающие пищу отдельно и не зависящие друг от друга. Размер групп зависит от сезона, вероятно из-за того, что самки отделяются от групп на несколько месяцев в году (обычно осенью) во время беременности и родов. В рационе в основном фрукты, кроме того мелкие животные, насекомые и листья. Являются важными разносчиками семян для многих видов деревьев в Амазонии.

## Статус популяции
Международный союз охраны природы присвоил этому виду охранный статус «вымирающий вид». Основные угрозы виду — охота ради мяса и уничтожение среды обитания человеком. По оценкам 2011 года популяция перуанских коат сократилась более чем на 50 % за последние 45 лет.